# 朱迪·大卫·谢科特
乔迪·戴维·谢克特（英語：Jody David Scheckter，1950年1月29日—），南非赛车手，一屆一级方程式世界车手冠军。